# Jan Wyszomierski

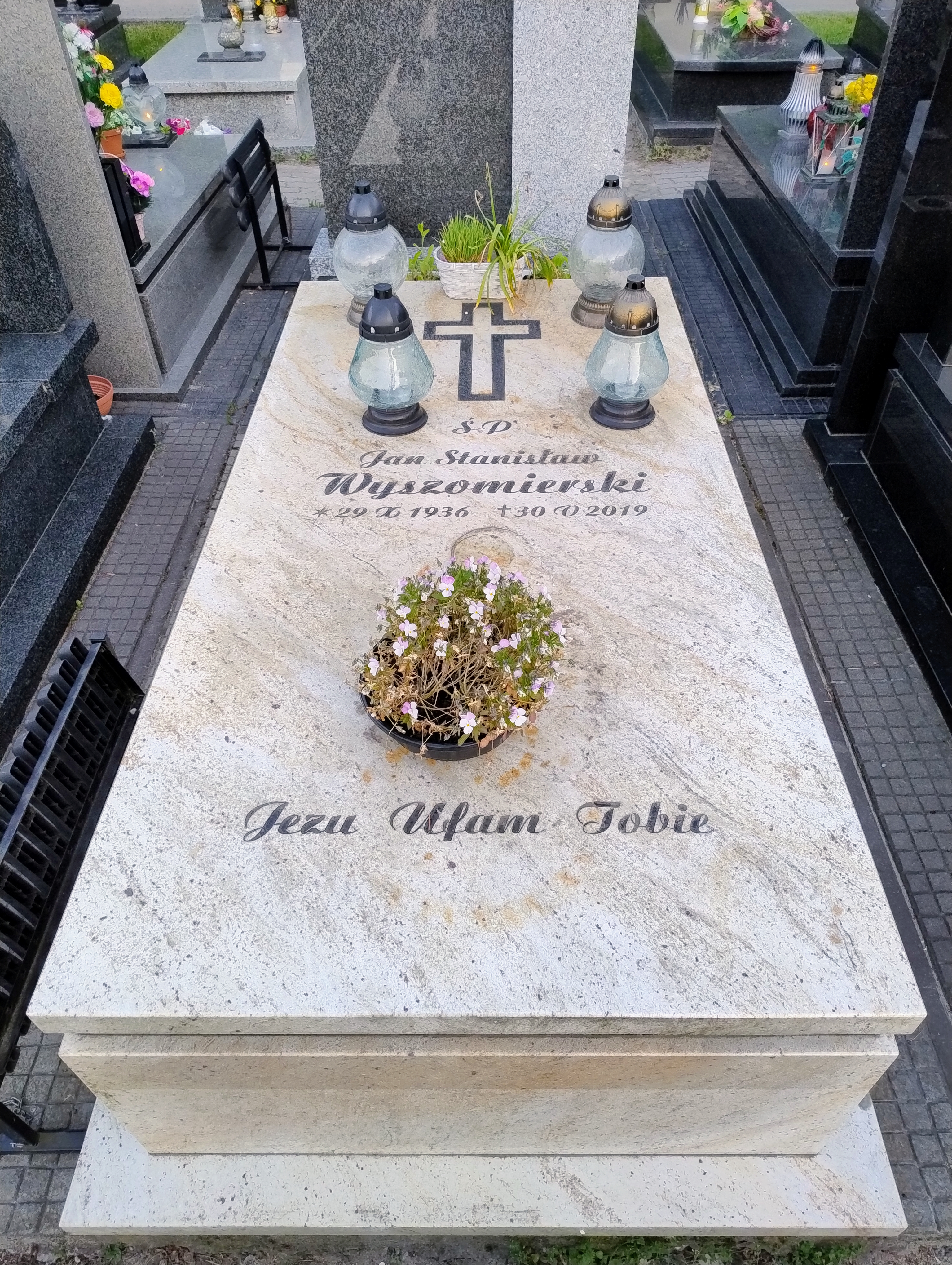
Grób Jana Wyszomierskiego

Jan Stanisław Wyszomierski (ur. 29 października 1936 w Kostkach k/Sokołowa Podlaskiego, zm. 30 maja 2019 w Warszawie) – polski inżynier.

## Życiorys
Syn Lucjana i Małgorzaty. Absolwent Podoficerskiej Szkoły Radiolokacji w Przasnyszu. Pracując ukończył studia inżynierskie na kierunku elektronika Politechniki Warszawskiej. W 1958 podjął pracę w Zarządzie Ruchu Lotniczego i Lotnisk Komunikacyjnych, jako radarowy kontroler lotów a później na Wydziale Łączności jako szef warsztatów radiotechnicznych. Był inżynierem pokładowym specjalistycznego sprzętu pomiarowego. W roku 2005 jako pracownik Polskich Portów Lotniczych odszedł na emeryturę. 
Od 2003 był członkiem Stowarzyszenia Lotników Polskich, gdzie przez dwie kadencje był członkiem Zarządu Głównego.
Zmarł 30 maja 2019 w Warszawie. Został pochowany na cmentarzu w Marysinie Wawerskim.

## Nagrody i wyróżnienia
- Srebrna Odznaka Honorowa Stowarzyszenia Inżynierów i Techników Komunikacji (1970)
- Srebrny Krzyż Zasługi (1973)
- Złota Odznaka Honorowa Stowarzyszenia Inżynierów i Techników Komunikacji (1982)
- Złoty Krzyż Zasługi (1983)
- Srebrny i Złoty Medal „Za zasługi dla obronności kraju”
- Medal „Pro Memoria”